# Лідихівський замок
Лідихівський замок — втрачена оборонна споруда в селі Лідихові Почаївської громади Кременецького району Тернопільської области України.

## Відомості
Споруджений XVI ст. на місці давньоруського городища.
У XVII ст. немає згадок про замок, ймовірно через те, що його часто руйнували татари і турки.